# 9914 Obukhova

9914 Obukhova

9914 Obukhova eller 1976 UJ4 är en asteroid i huvudbältet som upptäcktes den 28 oktober 1976 av den sovjetisk-ryska astronomen Ljudmila Zjuravljova vid Krims astrofysiska observatorium på Krim. Den är uppkallad efter den ryska mezzosopranen Nadezhda Obukhova.
Asteroiden har en diameter på ungefär 9 kilometer och den tillhör asteroidgruppen Misa.